# Восточноазиатские игры
Восточноазиатские игры — спортивное состязание, проводимое каждые четыре года среди атлетов из стран и территорий Восточной Азии и прилегающих регионов Тихого океана. Игры организуются Федерацией восточноазиатских игр под патронажем Олимпийского совета Азии и Международного олимпийского комитета.

## История
Первые Игры состоялись в 1993 году. В 1997 и 2001 годах в них участвовали спортсмены Казахстана.

## Участвующие страны и территории
- КНР
- Гонконг
- Макао
- Китайский Тайбэй
- Монголия
- КНДР
- Республика Корея
- Япония
- Гуам

## Список игр
| Год  | Игры | Место проведения |
| ---- | ---- | ---------------- |
| 1993 | I    | Шанхай           |
| 1997 | II   | Пусан            |
| 2001 | III  | Осака            |
| 2005 | IV   | Макао            |
| 2009 | V    | Гонконг          |
| 2013 | VI   | Тяньцзинь        |
| 2017 | VII  | Фукуока          |